# Giurgiu
Giurgiu er en rumænsk havneby ved floden Donau og hovedstaden i distriktet af samme navn. Byen ligger i lavland andet og i vådområderne på Donaus venstre bred, lige overfor den bulgarske by Ruse på den modsatte bred. Giurgiu ligger 490,5 kilometer fra Donaus udløb ved Sulina.
De rige landbrugsområde mod nord krydses af jernbanelinjen til București. Jernbanelinjen mellem București og Giurgiu blev indviet i 1869, og var den første jernbanestrækning i landet. Giurgiu eksporterer tømmer, sædekorn, salt og olieprodukter.
Venskabsbroen Giurgiu-Ruse krydser Donau i udkanten af byen. Sovjetunionen bidrog i perioden 1952 til 1954 til at bygge broen over til den bulgarske by Ruse. Broen er den eneste over den rumænsk-bulgarske grænse langs Donau og blev åbnet i 1954.

## Befolkning
Ved folketællingen i 2007 boede der 68.923 personer i byen, mod 69.345 i 2002. Tilsvarende tal var i 1900 13.977 og i 1930 30.348 personer

## Historie
Giurgiu Blevins formentlig grundlagt i det 14. århundrede som en havn ved Donau for forretningsmænd fra Genova. De etablerede også en bank og handlede med silke og fløjlsstoffer. Byen opkaldte de efter Genovas skytshelgen, San Giorgio (Sankt Georg).
Byen er i kendte kilder nævnt første gang i Codex Latinus Parisinus i 1395 under Mircea den ældres regeringstid. Byen blev erobret af det Osmanniske Rige i 1420 for at kunne kontrollere trafikken langs Donau. Osmannerne kaldte byen for Yergöğü, afledt af yer (jord) og gök (himmel) antagelig fordi dette mindede om udtalen af (San) Giorgio.
Som fæstningsby optræder Giurgiu ofte i krigene for at beherske Donaus nedre løb. Særlig gjaldt dette under Mihai Viteazul (1593–1601) og i hans kamp mod tyrkerne. Senere var byen central i de russisk-tyrkiske krige. Byen blev brændt ned i 1659. I 1829, da fæstningsværkerne endelig blev ødelagt, var det eneste tilbage fra byens fæstningstid en fæstning på Sloboziaøen, knyttet til fastlandet med en bro.

## Billedgalleri
- Theotokoskatedralen
- Rådhuset
- Tinghuset
- Klokketårnet
- Kraner ved havnen

## Eksterne links
- Hjemmeside

- Wikimedia Commons har flere filer relateret til Giurgiu